# Szojuz TMA–2
A Szojuz TMA–2 a Szojuz–TMA orosz háromszemélyes szállító/mentőűrhajó űrrepülése 2003-ban. A 22. emberes repülés a Nemzetközi Űrállomásra (ISS).

## Küldetés
Hosszú távú cserelegénységet szállított az ISS fedélzetére. A tudományos és kísérleti feladatokon túl az űrhajók cseréje volt szükségszerű.

## Jellemzői
2003. április 26-án a Bajkonuri űrrepülőtér indítóállomásról egy Szojuz–FG juttatta Föld körüli, közeli körpályára. Több pályamódosítást követően április 28-án a Nemzetközi Űrállomást (ISS) automatikus vezérléssel megközelítette, majd sikeresen dokkolt. Az orbitális egység pályája 88,7 perces, 51,7 fokos hajlásszögű, elliptikus pálya-perigeuma 200 kilométer, apogeuma 250 kilométer volt.
Az ISS űrállomáson csökkentett létszámmal végezték szolgálatukat. Az időszakos karbantartó munkálatok mellett elvégezték az előírt kutatási, kísérleti és tudományos feladatokat. Fogadták a teherűrhajókat (M1–10, M–48]), kirámolták a szállítmányokat, illetve bepakolták a keletkezett hulladékot.
2003. október 28-án Arkalik (oroszul: Арқалық) városától hagyományos visszatéréssel, a tervezett leszállási körzettől mintegy 42 kilométerre délre ért Földet. Összesen 184 napot, 22 órát, 46 percet és 28 másodpercet töltött a világűrben. 2889 alkalommal kerülte meg a Földet.

## Személyzet

### Felszállásnál
- Jurij Ivanovics Malencsenko parancsnok
- Edward Tsang Lu fedélzeti mérnök

### Leszálláskor
- Jurij Ivanovics Malencsenko parancsnok
- Edward Tsang Lu fedélzeti mérnök
- Pedro Francisco Duque kutatásfelelős

### Tartalék személyzet
- Alekszandr Jurjevics Kaleri  parancsnok
- Michael Colin Foale fedélzeti mérnök